# 100 fotografii, które zmieniły świat
100 fotografii, które zmieniły świat (ang. Life: 100 Photographs that Changed The World) – zbiór 100 fotografii, które według redaktorów magazynu Life, miały największy wpływ na zmiany społeczne. Zestaw ten został opracowany i wydany w 2003 roku w formie albumowej.

## Historia
Inspiracją do opracowania zestawienia „100 fotografii, które zmieniły świat”, było pytanie „Czy fotografie mogą wywołać taki sam efekt historyczny jak literatura?” – opublikowane w 2023 na stronach magazynów Life i The Digital Journalist. Na zadane pytanie, czytelnicy mogli wypowiadać się online przez kilka tygodni. Większość odpowiedzi zgadzała się z tezą, że zdjęcie może zmienić świat. Odrębne zdanie opublikował fotoreporter dokumentalny Joshua Haruni. Napisał on między innymi: „Fotografie z pewnością mogą nas inspirować, ale słowo pisane ma zdolność pobudzania wyobraźni głębiej niż jakakolwiek fotografia, której treść ogranicza się do tego, co znajduje się w kadrze”. Argument ten zmusił redakcję do skonfrontowania swojej tezy z odpowiedziami respondentów. Ostatecznie próbując ją obronić – jak sami autorzy przyznają – subiektywnie wybrali 100 najbardziej przełomowych zdjęć. Wybrano fotografie albo pierwsze w swoim rodzaju albo dokumentujące najlepsze i najgorsze dokonania ludzkości, a przede wszystkim zdjęcia, które ukształtowały sposób, w jaki myślimy. Jednocześnie mocno podkreślano, że nie należy tego zestawienia traktować w kategorii 100 najlepszych fotografii.
W sierpniu 2003 roku album wydało Time Inc. pod redakcją Roberta Sullivana i Barbary Baker Burrows.
9 sierpnia 2011 roku wydano zaktualizowaną wersję albumu.

## Rozdziały
Publikacja podzielona została na cztery główne rozdziały. W niektórych z nich wyróżniono pojedynczy podrozdział.
- Sztuka (ang. The Arts) – zdjęcia z wczesnego okresu rozwoju fotografii (w XIX wiek) oraz późniejsze odwołania kulturowe.
- Społeczeństwo (ang. Society) – zdjęcia momentów, które miały wpływ na opinię publiczną pod względem politycznym, społecznym i kulturalnym.
- Wojna (ang. War) – zdjęcia dokumentujące kluczowe momenty konfliktów zbrojnych i innych aktów przemocy.
- Nauka i natura (ang. Science and Nature) – zdjęcia przedstawiające różne odkrycia, dokonania naukowe (czasem ich konsekwencje) oraz sposoby rejestracji obrazu.

### Podrozdziały
- W rozdziale Sztuka wydzielono podrozdział: Sztuka fotograficzna (ang. Photographic Art) – wczesne dzieła artystów, których głównym medium była fotografia.
- W rozdziale Społeczeństwo wydzielono podrozdział: Manipulacja fotografią (ang. Trick Photography) – oszustwa, których dokonano za pomocą fotografii.
- W rozdziale Wojna wydzielono podrozdział: Stop klatka (ang. Stop Action) – kilka znanych ujęć kadrów z informacyjnych programów telewizyjnych[3].

## Album
Album rozpoczyna wstęp w formie eseju autorstwa Gordona Parksa.
Zdjęcia opatrzone są krótkimi notatkami dotyczącymi sfotografowanego wydarzenia lub powstania samego zdjęcia.
W albumie znajdują się ikoniczne zdjęcia, a wśród nich: pierwsza fotografia Widok z okna w Le Gras Josepha Nicéphore Niépce, wybuch bomby atomowej w Nagasaki – jedno z 16 zdjęć zrobionych przez bombardiera Charlesa Levy, pierwsze zdjęcie Ziemi z kosmosu Billa Andersa wykonane podczas misji Apollo 8. Seria zdjęć Eadwearda Muybridge z 1878 roku udowadniająca, że koń w galopie odrywa wszystkie kopyta od ziemi. Zobaczyć można także pierwsze zdjęcie Rentgenowskie dłoni Anny Röntgen, Matkę tułaczkę Dorothey Lange czy Tank Mana – Chińczyka, który stanął naprzeciw czołgów na placu Tian’anmen w 1989 roku.

## Galeria
Przykładowe zdjęcia, które znalazły się w zestawieniu, będące na wolnej licencji lub na licencji public domain.

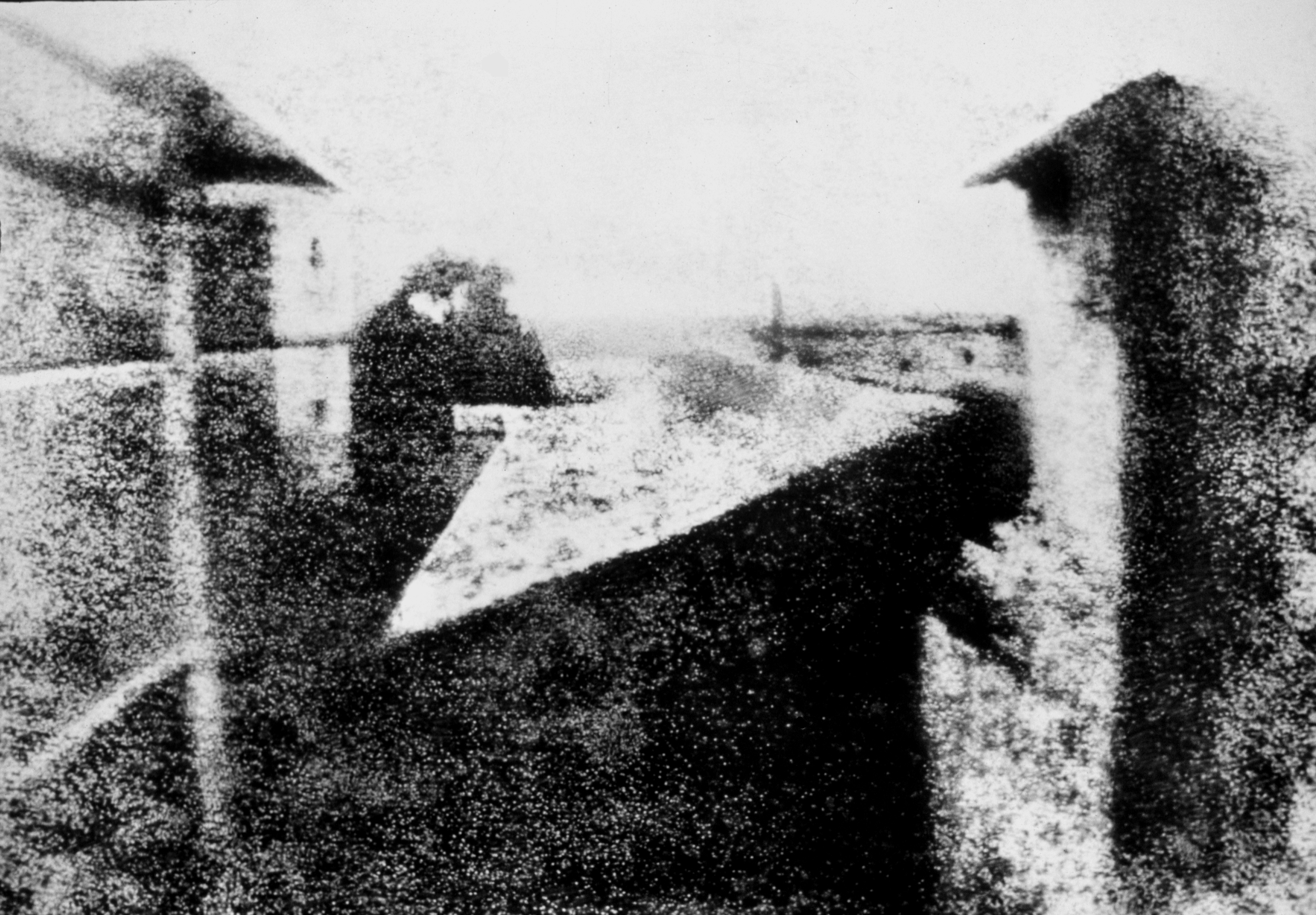
Widok z okna w Le Gras, Joseph Nicéphore Niépce (1827)
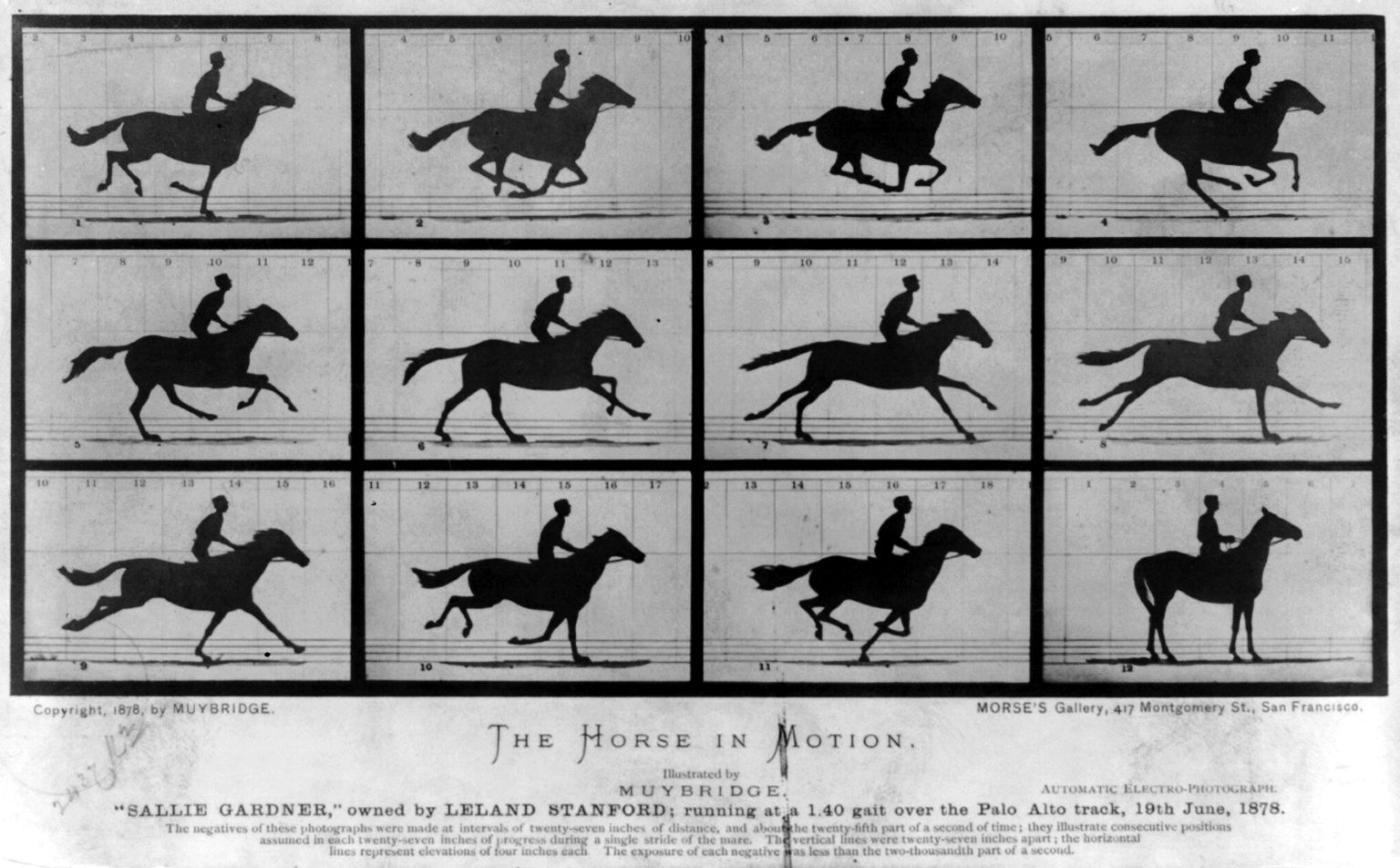
Sallie Gardner w galopie, Eadweard Muybridge (1878)
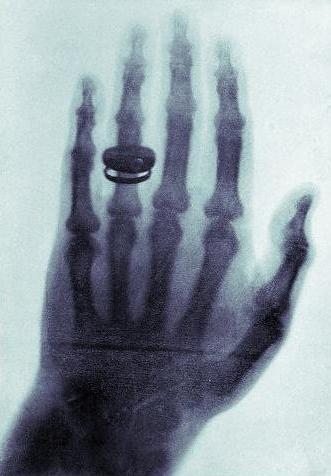
Dłoń Anny Berthy Röntgen, Wilhelm Röntgen (1896)
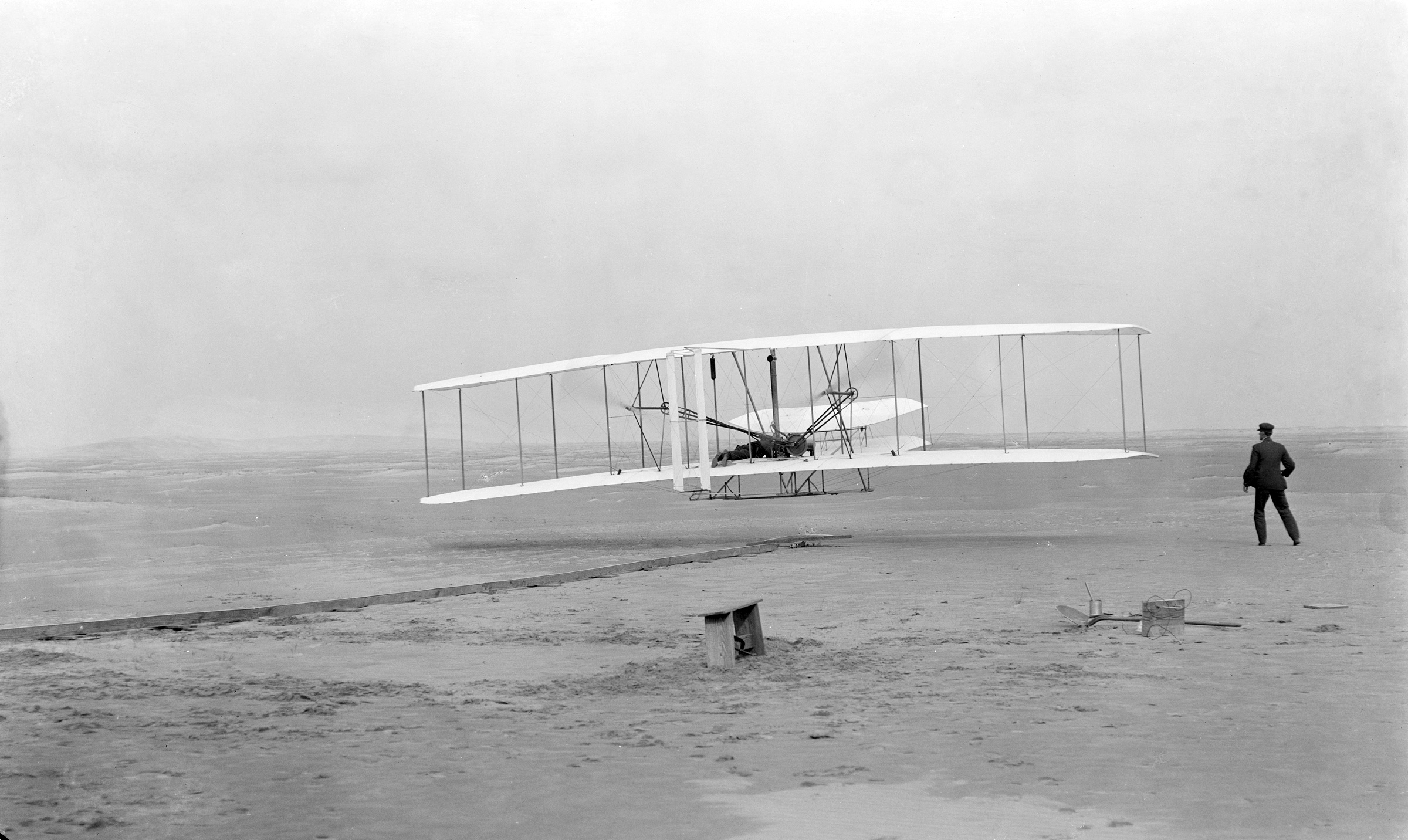
Pierwszy udany lot Wright Flyer, John T. Daniels (1903)
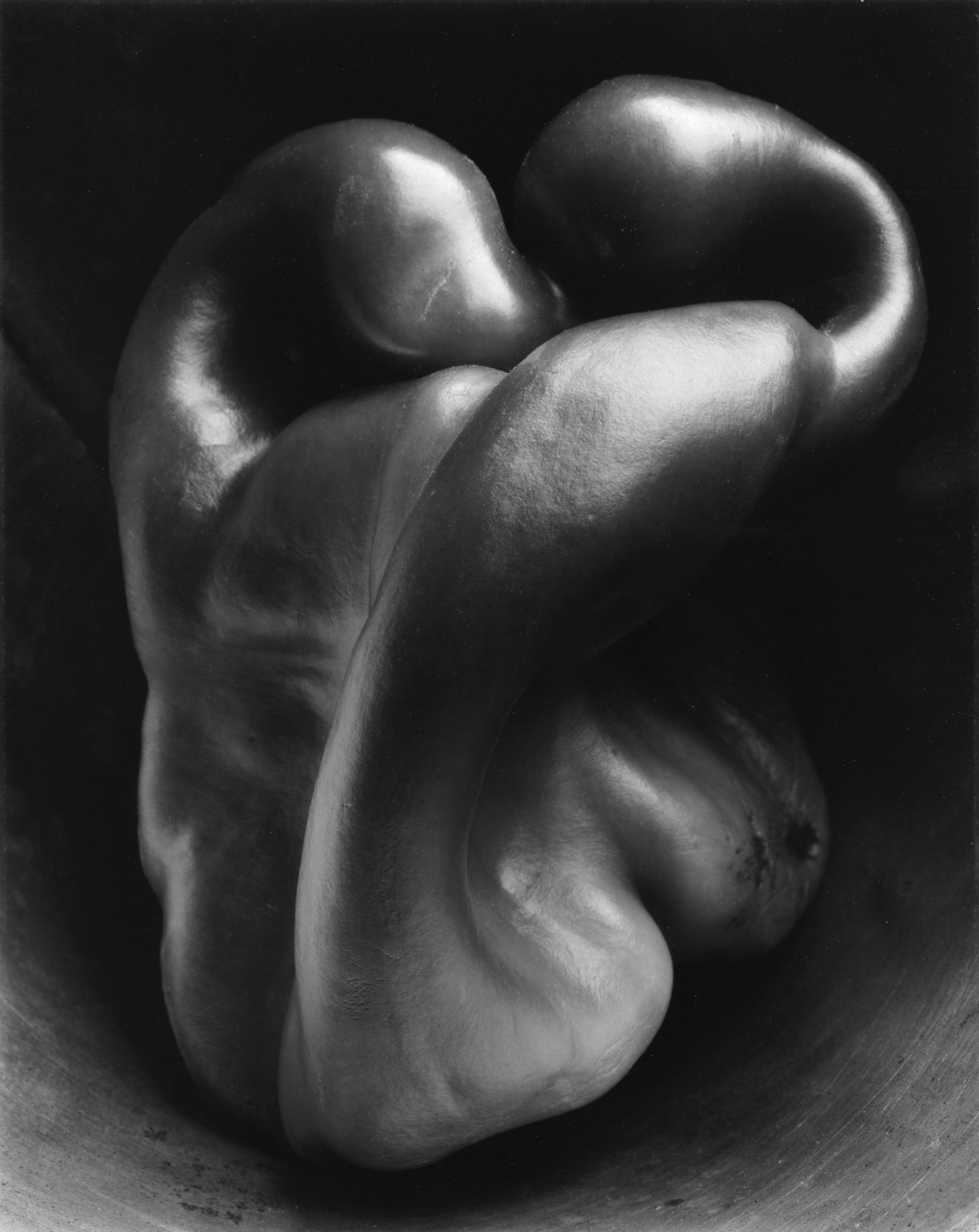
Pepper No. 30, Edward Weston (1930)
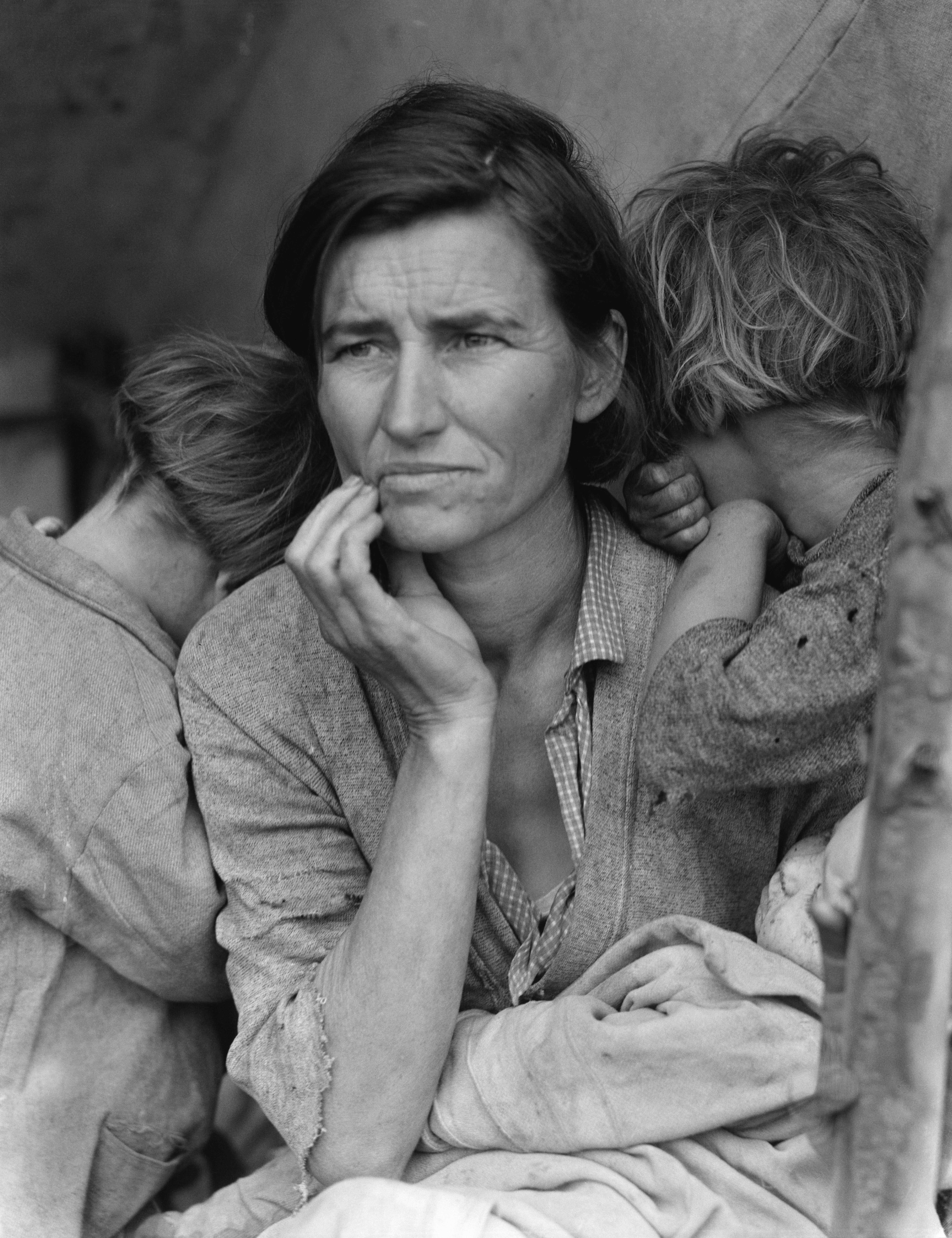
Matka tułaczka, Dorothea Lange (1936)
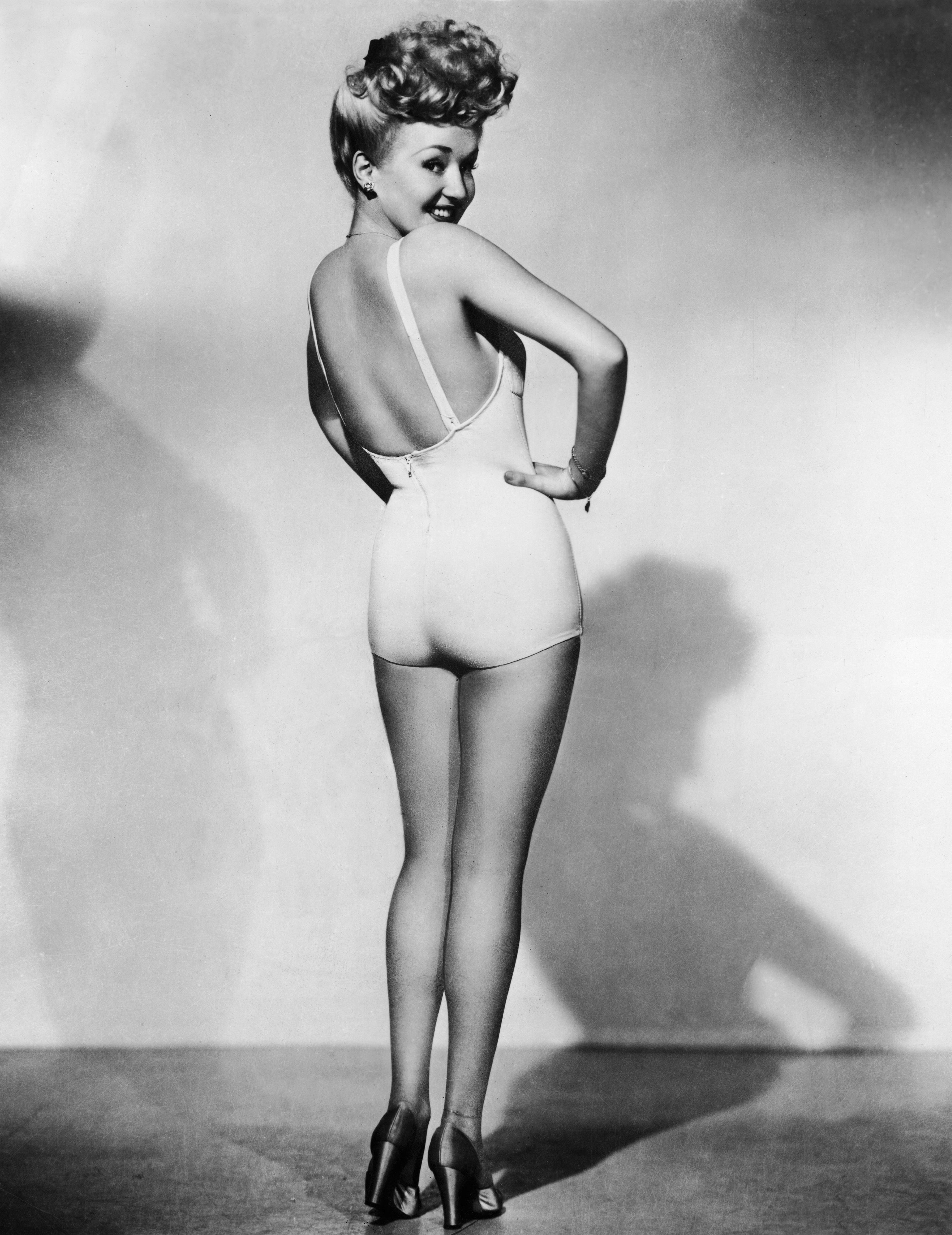
Betty Grable, Frank Powolny (1943)
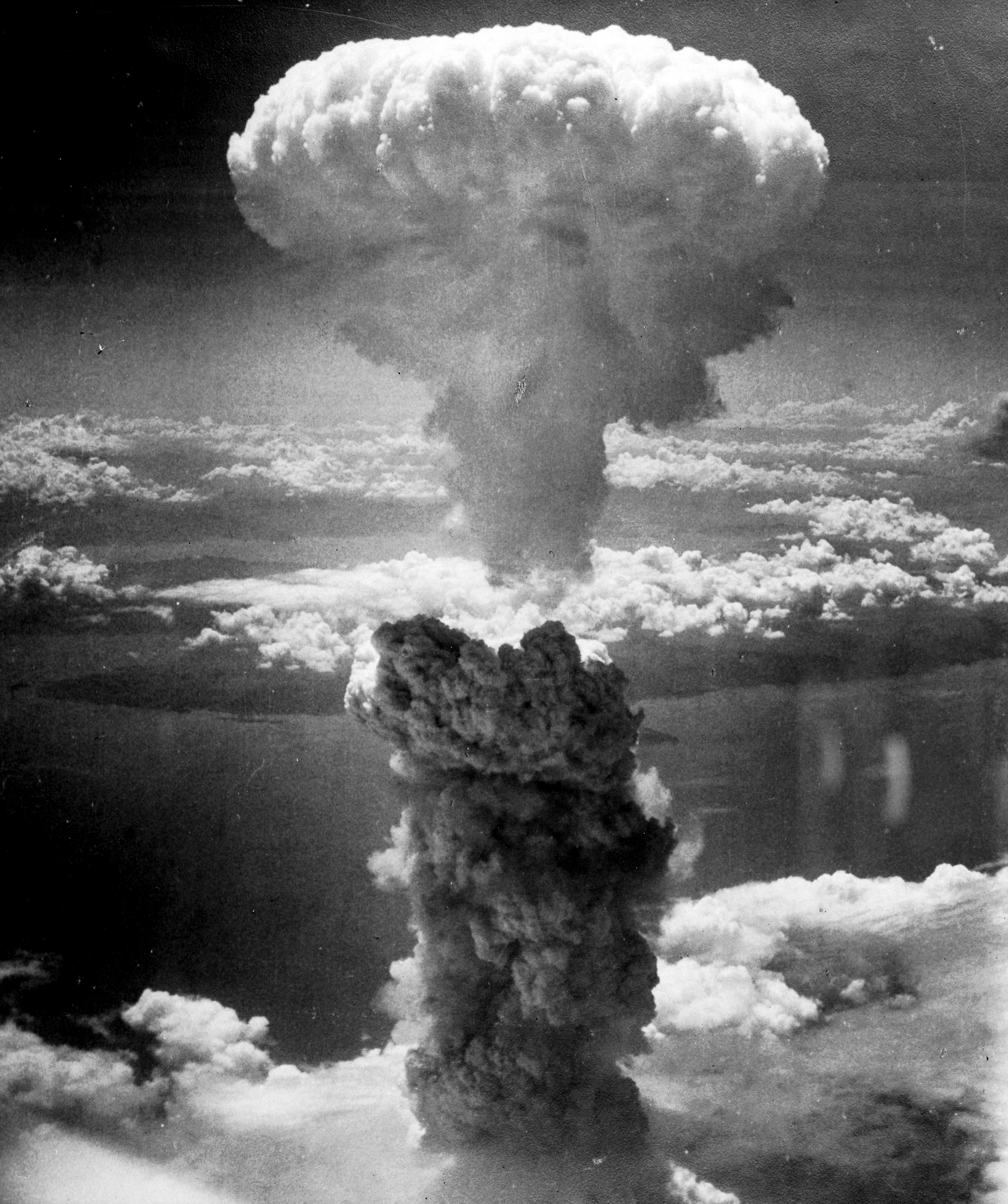
Chmura atomowa nad Nagasaki, Charles Levy (1945)
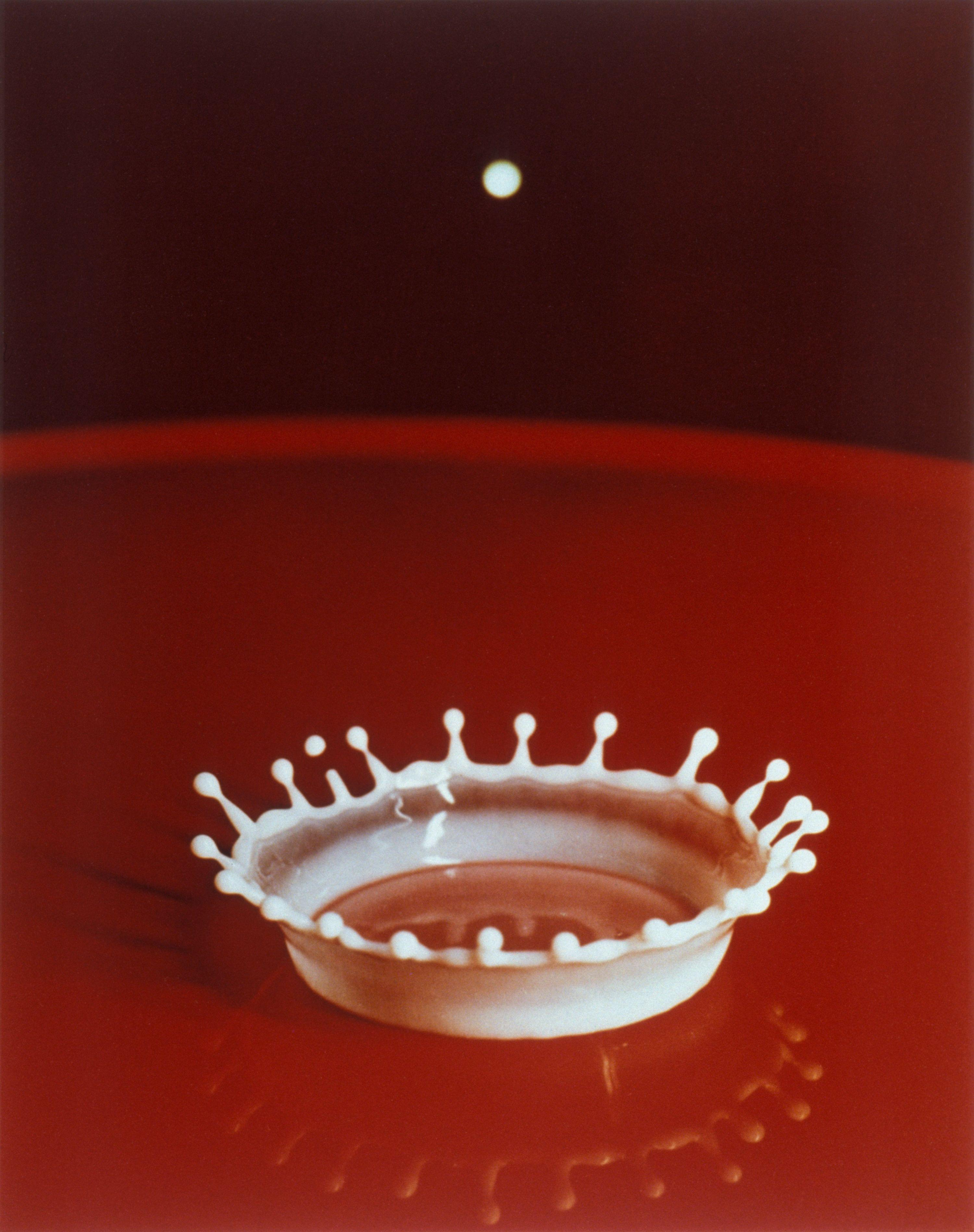
Milk Drop Coronet, Harold Edgerton (1957)
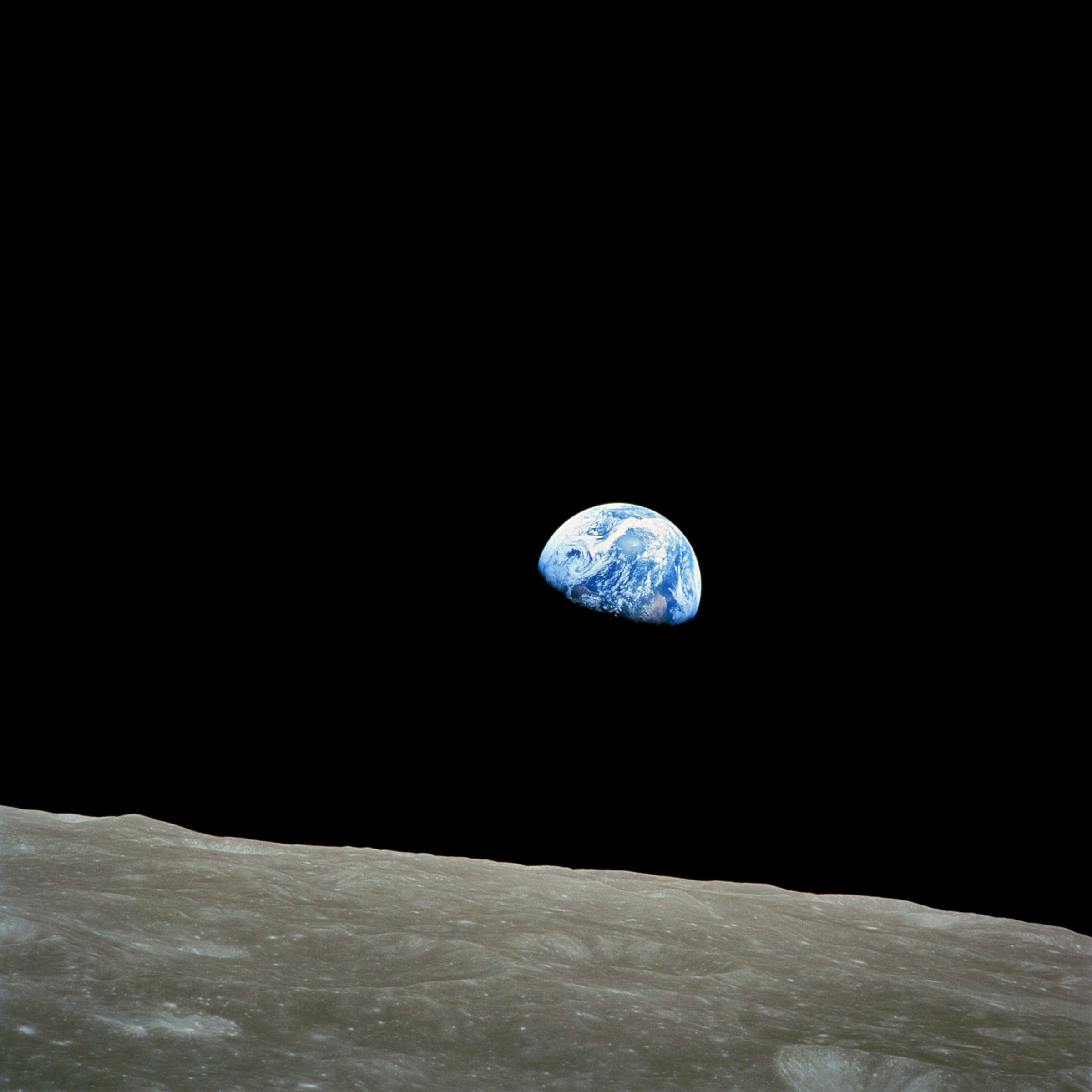
Wschód słońca na Ziemi, Bill Anders (1968)
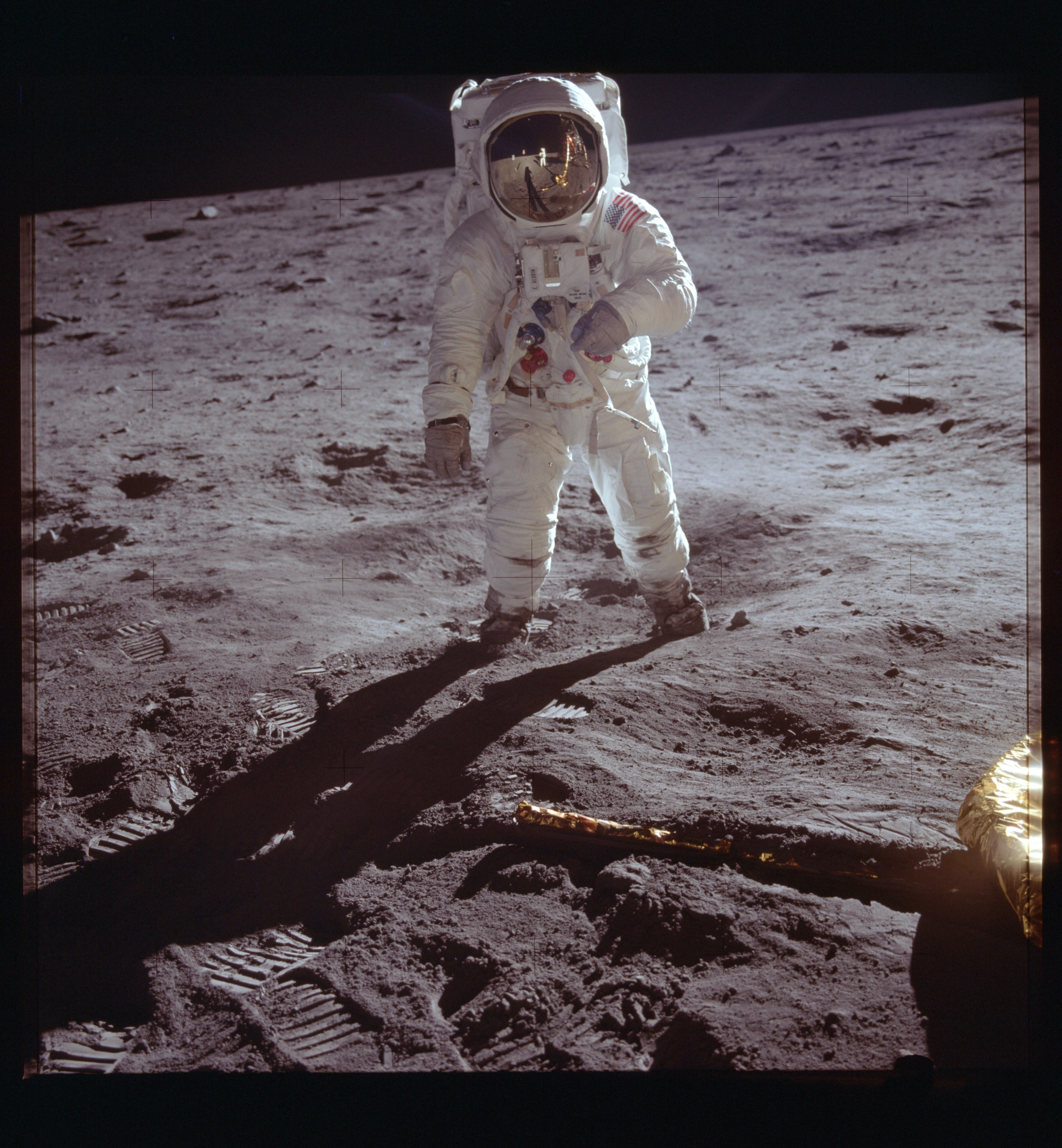
Buzz Aldrin, Neil Armstrong (1969)